# Abercrombie, Skottland
Abercrombie är en by i Fife, Skottland. Byn är belägen 1,5 km 
från St Monans. Orten har 31 invånare (2001).